# Motor W18
El motor W18 es un motor de combustión interna que está compuesto por 18 cilindros dispuestos en tres filas de 6 cilindros.

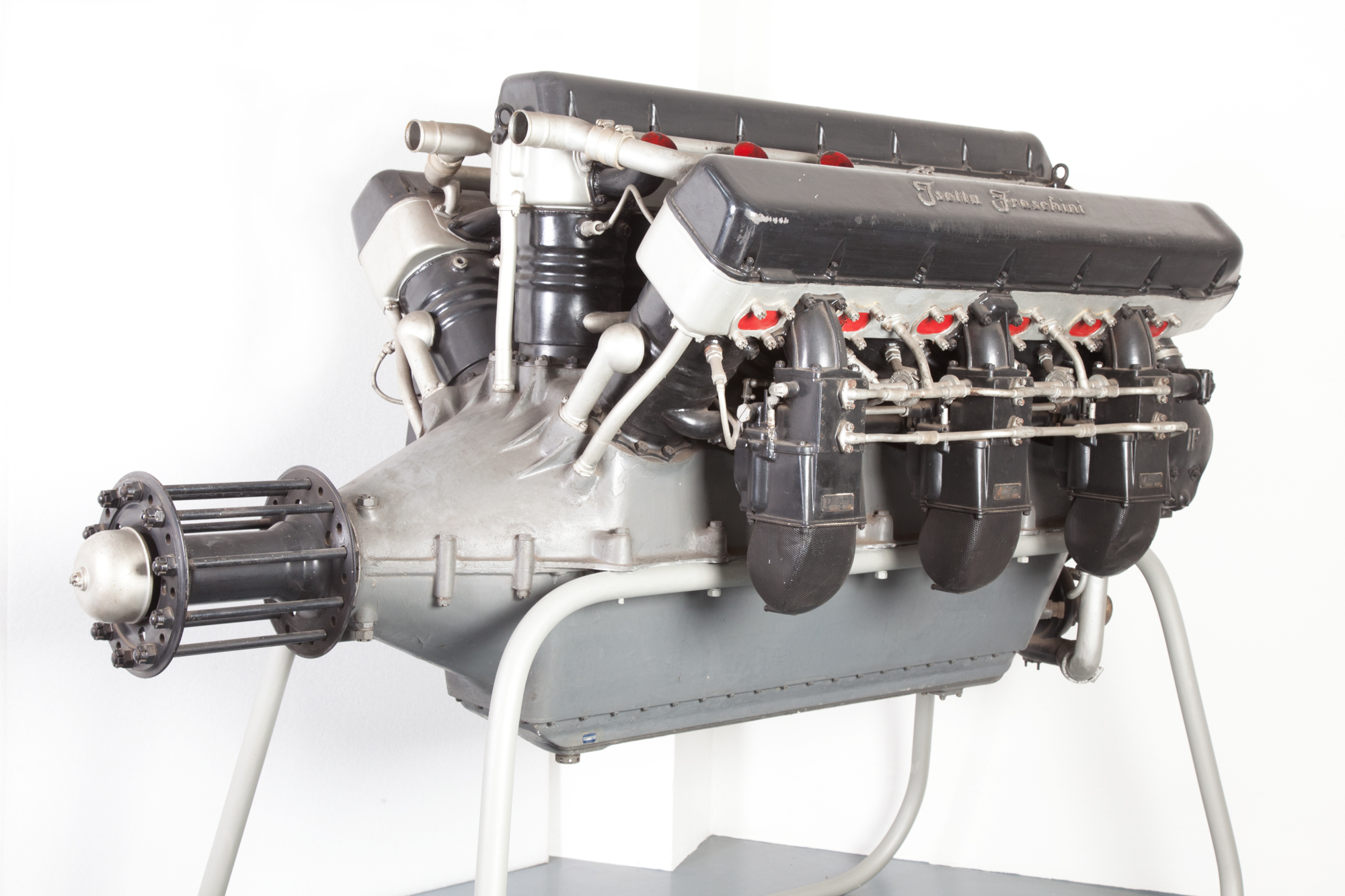
Motor de avión Isotta Fraschini Asso 750 de los años 30

## Usos

### Uso en aeronaves

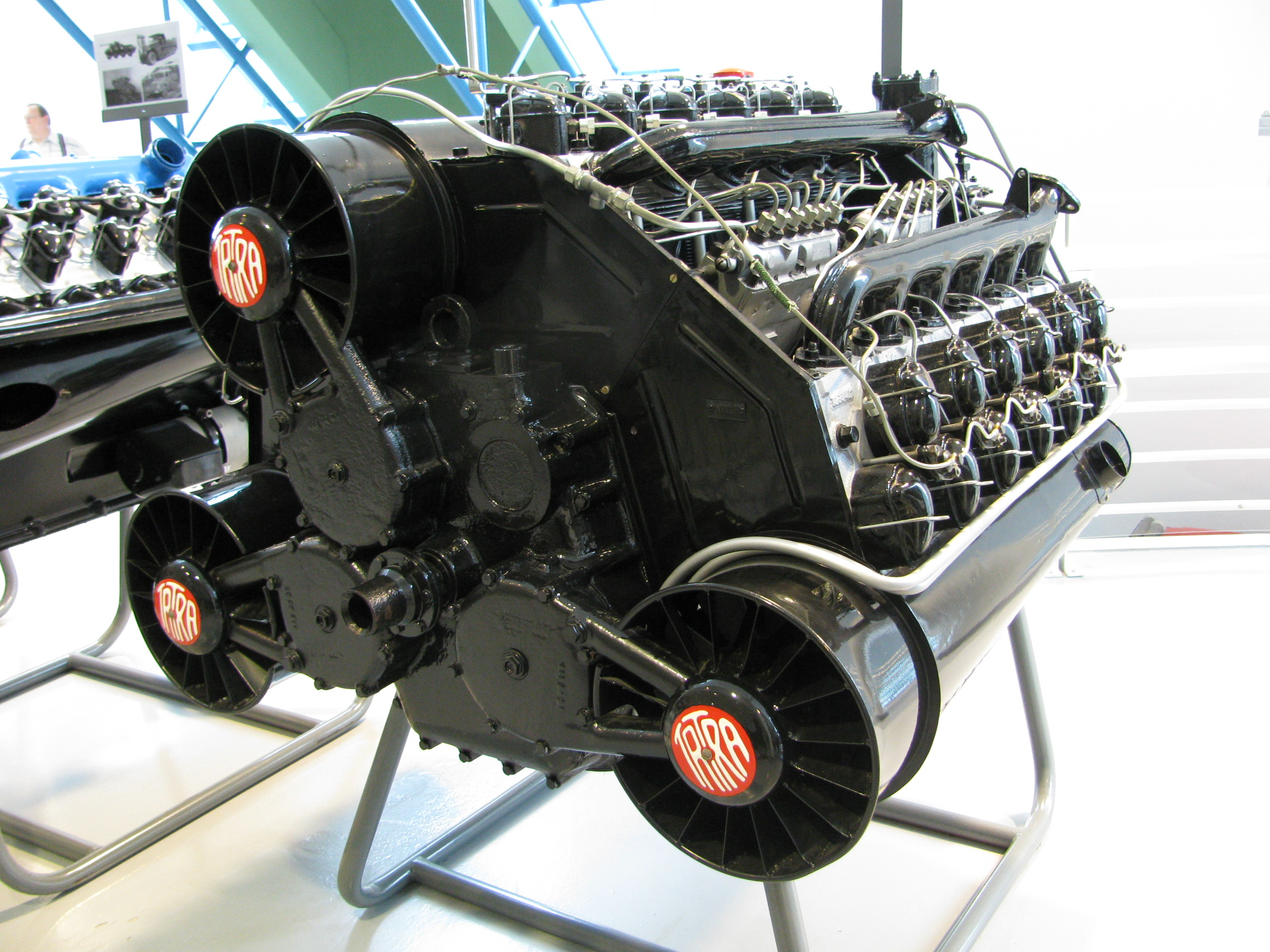
Motor de avión Tatra T955

Un ejemplo es el Hispano-Suiza 18R de 1929, un motor para aviones producido en cantidades limitadas en Francia. A este le siguió en 1934 el Isotta Fraschini Asso 750, que fue construido en Italia y utilizado en varios hidroaviones. El Asso 750 estaba refrigerado por agua y utilizaba un ángulo de 60 grados entre bancos. El Tatra T955 de 1943 era un prototipo de motor de avión diésel que utilizaba un diseño W18.

### Uso automotriz

Dos fabricantes han considerado el diseño W18 para su uso en vehículos de motor, aunque ninguno llegó a producción. En 1967, la Scuderia Ferrari construyó un prototipo de motor W3 como estudio de viabilidad para un motor W18 de 3,0 L (183 pulgadas cúbicas) para utilizarlo en la Fórmula 1. A finales de la década de 1990, los prototipos Bugatti EB118, Bugatti EB218, Bugatti 18/3 Chiron y Bugatti EB 18/4 Veyron estaban equipados con motores W18, antes de la versión de producción del Bugatti Veyron usando en su lugar un motor W16.